# Erythrinidae
Еритринові (Erythrinidae) або трахірові — родина південноамериканських прісноводних риб ряду харациноподібних (Characiformes).
Поширені від тихоокеанського узбережжя Коста-Рики на північному заході до південного Еквадору на південному заході та до Буенос-Айреса в Аргентині на південному сході.
Зовні еритринові нагадують північноамериканську мулову рибу (Amia calva). Тіло циліндричне. Рот дуже великий, зуби присутні також на піднебінні. Луски відносно великі, 32-47 штук уздовж бічної лінії. Спинний плавець зазвичай починається над черевними й попереду анального, має 8-15 променів і ще 3 рудиментарних. Анальний плавець короткий, має 10-12 променів. Хвостовий плавець округлий. Жировий плавець відсутній. Найбільший представник родини — Hoplias macrophthalmus. Цей вид сягає близько 1 м завдовжки й ваги до 13,2 кг.
Еритринові зустрічаються на мілководді озер, невеликих річок та затоплених лісів. Усі представники родини є бентосними рибами й тримаються в нижніх шарах води, що є незвичним для харациноподібних. Крім того, на відміну від більшості харациноподібних, які проводять більшу частину часу в активному плаванні, еритринові воліють лишатися протягом тривалого часу нерухомими в товщі води або на дні. Деякі представники родів Hoplias та Erythrinus часто ховаються серед опалого листя. Серед еритринових є хижаки. Полюють із засідки.
Представники родів Erythrinus і Hoplerythrinus мають факультативний дихальний орган, який використовує модифіковану задню частину плавального міхура. Вони ковтають повітря на поверхні води й утримують його в плавальному міхурі. Таким чином риби можуть витримувати сильну гіпоксію (низький вміст кисню у воді) протягом тривалого часу, особливо в посушливий сезон, коли опиняються в ставках, що висихають. Деякі види Erythrinus також можуть пересуватися по землі між водоймами. Представники роду Hoplias не дихають повітрям, але можуть витримувати гіпоксичну воду.
Родина Erythrinidae включає 3 роди риб:
- Erythrinus  Scopoli, 1777
- Hoplerythrinus  Gill, 1896
- Hoplias  Gill, 1903

За морфологічними ознаками родину Erythrinidae разом з Ctenoluciidae, Hepsetidae та Lebiasinidae із часто об'єднують у складі надродини Erythrinoidea в широкому сенсі (Erythrinoidea sensu lato). Молекулярні дані не підтверджують сестринські стосунки між Erythrinidae та Ctenoluciidae. Натомість вони виділяють кладу Erythrinidae + Tarumaniidae (Erythrinoidea sensu stricto, Erythrinoidea у вузькому сенсі), сестринську до клади, що складається з родин Hemiodontidae, Cynodontidae, Serrasalmidae, Parodontidae, Anostomidae, Prochilodontidae, Curimatidae та Chilodontidae. Сестринські стосунки між Tarumaniidae та Erythrinidae підтверджені як морфологічними, так і молекулярними дослідженнями. Філогенетичний аналіз показав, що Erythrinoidea sensu stricto відокремилися від інших харациноподібних протягом пізньої крейди, приблизно 90 млн років тому (108–72 млн років тому).
В акваріумах еритринові не зустрічаються. Hoplias macrophthalmus є харчовою рибою.